# Euphorbia collenetteae
Euphorbia collenetteae es una especie fanerógama perteneciente a la familia Euphorbiaceae. Es endémica de NE. de Sudán a Eritrea, y en Arabia Saudita (isla Farasan).

## Taxonomía
Euphorbia collenetteae fue descrita por Al-Zahrani & El-Karemy y publicado en Edinburgh Journal of Botany 64: 131. 2007.
Etimología
Euphorbia: nombre genérico que deriva del médico griego del rey Juba II de Mauritania (52 a 50 a. C. - 23), Euphorbus, en su honor – o en alusión a su gran vientre –  ya que usaba médicamente Euphorbia resinifera. En 1753 Carlos Linneo asignó el nombre a todo el género.
collenetteae: epíteto otorgado en honor de la botánico inglesa; Iris Sheila Collenette.